# 北大荒农垦集团
北大荒农垦集团有限公司，简称北大荒集团，是中华人民共和国黑龙江省北大荒地区一家主要从事农业、农副产品加工业的特大型中央企业，是中华人民共和国财政部直接管理、履行出资人职责的商业类国有企业。
北大荒垦区是中国规模最大、农业机械化程度最高的国有农场经济区域，是中国重要的商品粮生产基地和副产品加工基地。黑龙江省农垦总局起初与北大荒集团实行政企合一的管理体制。2018年12月16日，黑龙江省农垦总局整建制转移至新组建的黑龙江北大荒农垦集团总公司。2020年7月6日，北大荒农垦集团有限公司成立，为中央企业，不再接受黑龙江省人民政府与中华人民共和国农业农村部双重领导。

## 历史

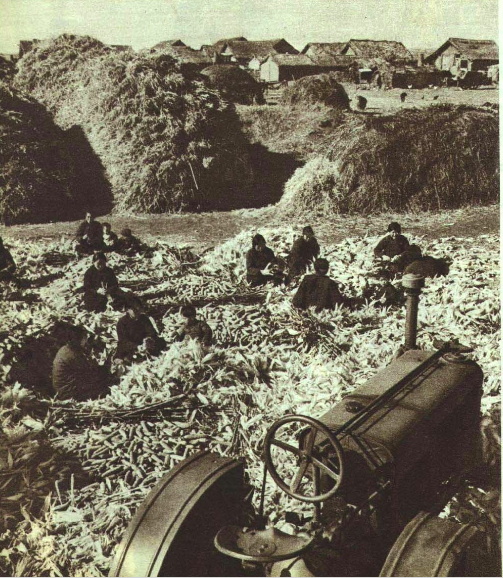
1953年，《人民画报》刊载的北大荒玉米农场画面

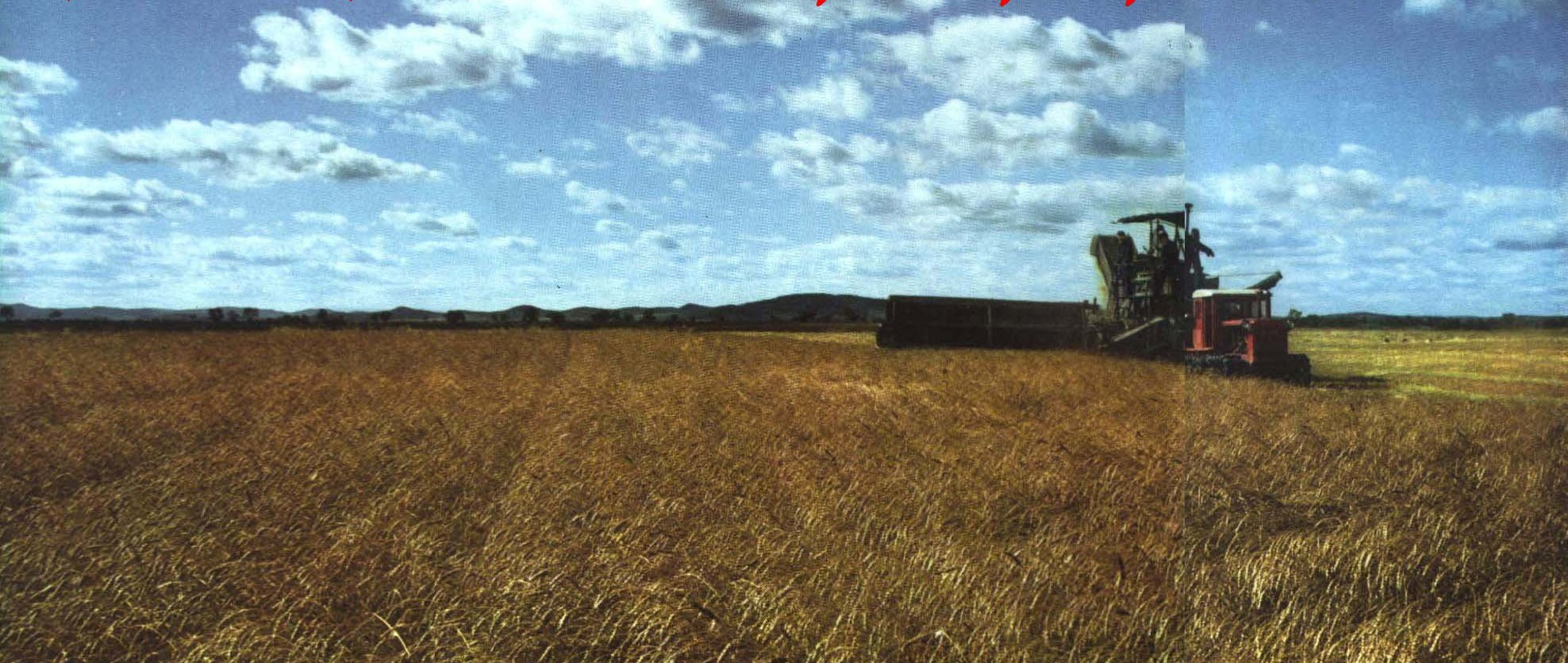
1964年，三江平原北大荒地区正在运转的联合收割机。

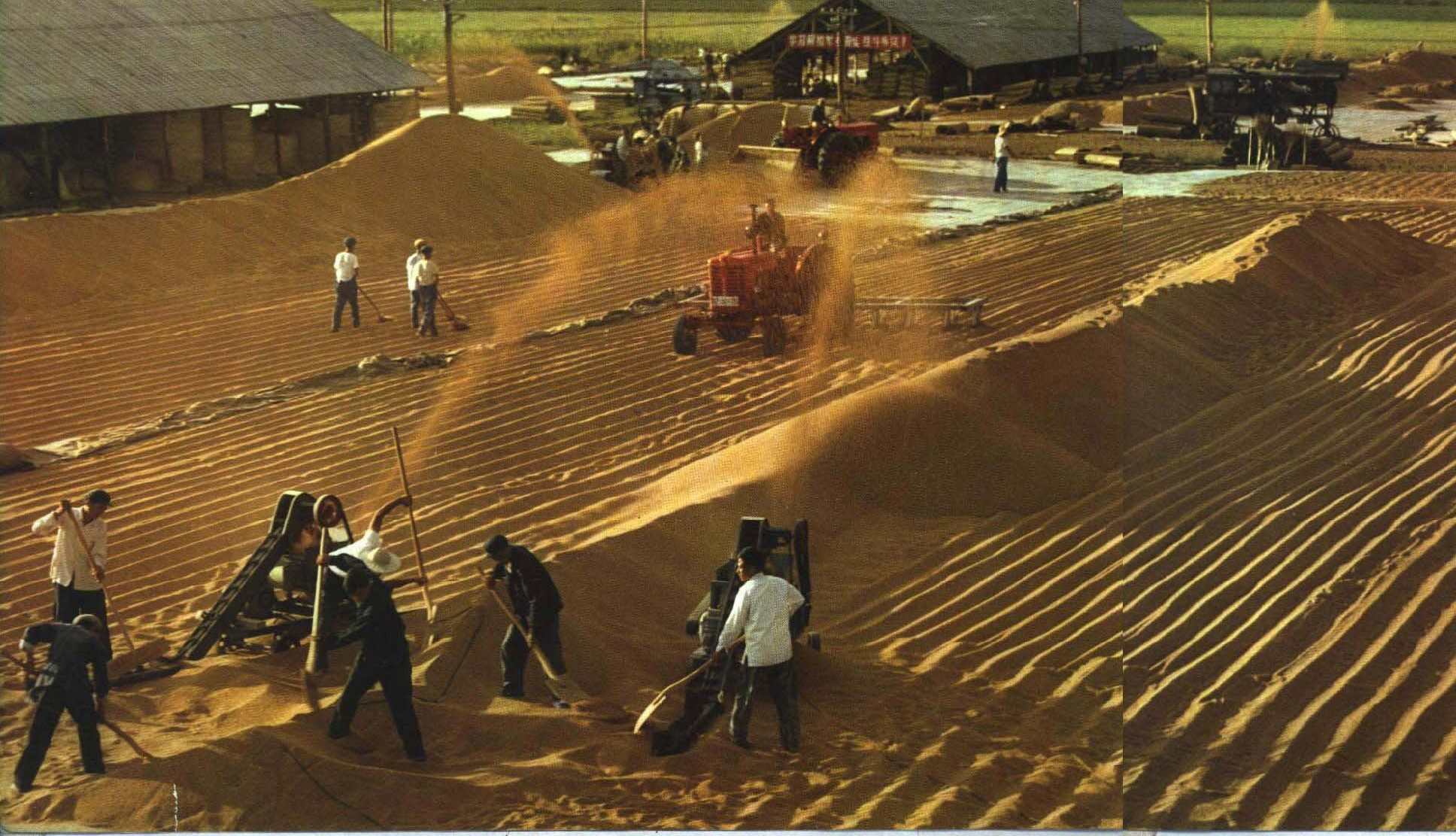
1964年，黑龙江农垦总局所属国营五七九农场正在忙碌的一群农民。

### 成立初期
在中华人民共和国建国以前，黑龙江省三江平原和松嫩平原的边缘地地广人稀，有大量的荒地还未开发。1947年，中共中央做出“关于建立巩固的东北根据地”“培养干部，积累经验，创造典型，示范农民”的决定，一批荣誉复员军人（亦简称“荣军”）来到北大荒，创建了第一批国营农场。1958年，王震率10万复转官兵挺进北大荒，组建黑龙江省农垦总局，创建了一批新的农场。之后，5万大专院校毕业生、20万支边青年、54万城市知识青年和大批地方干部组成的百万大军相继投身北大荒，建成了国家重要商品粮基地和粮食战略后备基地，承担着屯垦戍边的重任。1968年，黑龙江省农垦总局曾改制为黑龙江生产建设兵团，后恢复农垦建制。
1947年春，东北局财经委员会决定，东北行政委员会和各省试办国营农场，进行机械化试验。1947年6月松江省政府创办松江省机械农场（即今宁安农场）。1947年冬，牡丹江省创办兴凯农场（即国营永安机械农场），由原虎林独立团团长后任鸡西县大队长常永年任场长。1954年春，铁道兵第5师从朝鲜战场归国，在伊春抢修汤林铁路，副师长余友清、师政治部主任阎斌受命创办八五〇农场。1956年，铁道兵修复密虎铁路作为农场专用线。1956年6月成立铁道兵农垦局，局长兼党委书记王景坤（牡丹江地委书记处书记兼）。也称八五〇农垦局或密山农垦局。
1955年8月，解放军组建10个步兵预备师，培养预备兵员。按照国防部发布的《关于组织预备师的命令》，先后在成都、武汉、昆明、兰州等军区组建了10个步兵预备师，每师辖3个步兵团、1个炮兵团、1个高炮团、 1个军士教导团，各师均齐装满员。陆军预备师的主要任务是接收并训练新兵。1958年3月，步兵预备师集体转业。7个预备师集体转业黑龙江。其中预二、三、四、五、六师分配在牡丹江垦区（预三、五师扩建八五一农场、预四师扩建八五五农场（后为五九七农场 ）、预二、六师分配在八五六农场[青山农场]，预备六师分配在八五八农场）。1958年9月，抽调预一、七师农场部分官兵在萝北地区新建江滨农场。1958年10月，萝北地区的预一师农场、预七师农场、国营萝北农场和国营江滨农场合并，成立国营萝北农场，并与萝北县合并成立“萝北县人民公社”。
牡丹江局机关一直驻密山市连珠山镇。2005年八一农垦大学搬迁至大庆市，因而牡丹江农垦管理局机关整体搬迁到黑龙江省密山市裴德镇农大新区。黑龙江省牡丹江农垦法院是黑龙江省高级人民法院设在牡丹江垦区的审判机关。组建于1981年10月。
1998年，组建北大荒集团，与农垦总局为“一个机构、两块牌子”。总局总部原位于黑龙江省第四大城市佳木斯市，现位于黑龙江省省会哈尔滨市，与北大荒集团为一个单位，两块牌子。
2010年10月15日，黑龙江省第十一届人民代表大会常务委员会第二十次会议通过《黑龙江省垦区条例》，明确了省农垦总局的法律地位，通过立法全面授予垦区行政执法权，以“一揽子”授权，来进一步强化垦区对经济社会依法行政的职能。垦区是指经省人民政府确定的国有土地使用权范围内，具有区域性、社会性、综合性的相对独立并由省农垦总局实施管理的经济社会区域。省农垦总局是省人民政府对垦区实施行政管理的主管部门，行使市级人民政府的行政执法权。省农垦总局所属管理局行使县级人民政府行政执法权，负责本管区的行政管理工作。国有农场场区设立社会行政管理委员会，负责场区内的行政管理工作，即农场社区管委会承接农场分离的社会管理和公共服务职能。农场所在市、县人民政府及其所属的行政主管部门不再对垦区履行行政管理和行政执法职责。农垦改革前，农垦总局下辖宝泉岭管理局、红兴隆管理局、建三江管理局、九三管理局、牡丹江管理局、北安管理局、齐齐哈尔管理局、绥化管理局、哈尔滨管理局等9个管理局（改革后亦称分公司），113个农牧场；推进撤队建区改革，全部撤销了2248个生产队建制，集中设立了583个管理区，作为基层居民自治组织；750多个教科文卫等公益事业单位。

### 农垦改革
2015年11月27日，中共中央、国务院出台了《关于进一步推进农垦改革发展的意见》(中发〔2015〕33号)，提出以垦区集团化、农场企业化改革为主线，进行全国农垦改革。
2017年8月31日，中共黑龙江省委、黑龙江省人民政府出台了《关于进一步推进黑龙江农垦改革发展的实施意见》。黑龙江省农垦总局的职能将逐渐弱化，并整建制转到北大荒集团。总局机关业务突出由行政管理向企业管理转变，北大荒集团的运营将成为垦区核心业务，总局主要负责承担暂不能移交的社会行政管理职能。同时，黑龙江农垦总局公安机构、职能、编制、人员整建制移交黑龙江省公安厅，暂实行省直派驻、垂直管理，适时进一步实行属地化改革。其他部门行政权力事项及行政职能全部移交属地政府承担。
2017年底，开始按照黑龙江北大荒农垦集团总公司（黑龙江省农垦总局）新体制运作，并将原有农场改组，逐步设立北大荒集团下属的农（牧）场有限公司。随后，总局又印发《黑龙江农垦管理局改革实施方案》，将宝泉岭、红兴隆等8个管理局整建制改制为黑龙江北大荒农垦集团总公司的分公司，将哈尔滨管理局并入集团总公司。垦区原有的政府功能逐步移交地方政府。
2018年4月，黑龙江省第十三届人民代表大会常务委员会第三次会议上废止《黑龙江省垦区条例》，涉及垦区的其他法规也将相应修改，农垦总局政企合一体制结束。
2018年6月7日，原黑龙江农垦总局公安局（垦区公安局）移交黑龙江省公安厅，称黑龙江省公安厅垦区公安局。垦区公安局及9个分局、116个派出所已全部挂牌更名。原各管理局公安局移交公安厅后，称黑龙江省公安厅垦区公安局XX分局。司法、民政、编办、工商、教育等5个系统的政府行政职能正在移交当中。8月底，哈尔滨市辖区内教育行政职能和10所学校全部完成属地移交。
2018年7月，黑龙江农垦总局印发了《关于黑龙江农垦管理局改革实施方案的通知》，其中要求8个农垦管理局将整建制转为北大荒农垦集团总公司分公司，而哈尔滨管理局将撤销并合并到农垦总局直辖。
2019年1月4日，黑龙江省高级人民法院发布公告，撤销38家基层法院，包括宝泉岭、红兴隆、建三江、九三、绥化、牡丹江、齐齐哈尔、北安等8家农垦法院和30家林区基层法院。并新设立12家基层人民法院，其中涉及农垦的有宝泉岭人民法院、建三江人民法院、红兴隆人民法院、九三人民法院、绥北人民法院（原绥化农垦法院）等。

### 升格中央企业
2020年1月17日，经国务院批准同意，财政部批复《黑龙江北大荒农垦集团总公司公司制改制方案和改制后公司章程》，将北大荒集团总公司按照《公司法》等法律法规改制为有限责任公司。2020年5月7日，北大荒农垦集团有限公司营业执照正式下发。2020年7月6日，北大荒农垦集团有限公司挂牌运行。2020年7月28日，经国务院同意，将北大荒农垦集团有限公司界定为“主业处于关系国家安全、国民经济命脉的重要行业和关键领域，主要承担重大专项任务的商业类国有企业”。2020年9月18日，财政部将北大荒农垦集团有限公司列为中央财政一级预算单位，由财政部直接管理。

## 机构设置
根据有关规定，北大荒农垦集团有限公司设置（控股）下列机构（企业）：

### 党群机构和党委议事机构
- 党委工作部
- 党委全面深化改革委员会办公室
- 北大荒农垦集团有限公司工会委员会
- 中国共产主义青年团北大荒农垦集团有限公司委员会
- 党委巡察工作领导小组办公室
- 党委信访办公室
- 党委国家安全和政法委员会办公室
- 党委军民融合发展委员会办公室

### 经营管理机构
- 办公室
- 人力资源部
- 发展战略部
- 财务管理部
- 农业发展部
- 合规风控部
- 审计部
- 金融证券部
- 资产管理部
- 科技信息产业部
- 营销部
- 生产资料部
- 企业管理部
- 安全应急事务部
- 社会事务部
- 经济分析与统计中心

### 分公司
- 北大荒农垦集团有限公司齐齐哈尔分公司[註 1]
- 北大荒农垦集团有限公司绥化分公司[註 2]
- 北大荒农垦集团有限公司牡丹江分公司[註 3]
- 北大荒农垦集团有限公司红兴隆分公司[註 4]
- 北大荒农垦集团有限公司建三江分公司[註 5]
- 北大荒农垦集团有限公司宝泉岭分公司[註 6]
- 北大荒农垦集团有限公司北安分公司[註 7]
- 北大荒农垦集团有限公司九三分公司[註 8]
- 北大荒农垦集团哈尔滨有限公司[註 9]

### 上市公司
- 黑龙江北大荒农业股份有限公司

### 直属机构
- 中国人民解放军黑龙江省农垦总局军事部[註 10]

### 直属事业单位
- 北大荒大学（中共北大荒农垦集团党委党校）
- 北大荒文工团
- 北大荒日报社（北大荒融媒体中心有限公司）
- 北大荒博物馆
- 黑龙江农垦管理干部学院（北大荒大学分院、农垦教师进修学院、农垦广播电视大学、农业广播电视学校）
- 农垦总医院
- 佳木斯学校
- 哈尔滨住房公积金管理中心农垦分中心
- 黑龙江农垦经济研究所
- 黑龙江农垦勘测设计研究院
- 黑龙江农垦广播电视台（北大荒融媒体中心有限公司）
- 黑龙江农垦科学院（北大荒研究院有限公司）
- 黑龙江省农垦社会保险事业管理局
- 黑龙江省农垦神经精神病防治院
- 黑龙江省农垦招标局
- 黑龙江省农垦老干部活动中心

直属高等学校
- 黑龙江八一农垦大学（正厅级）
- 黑龙江农垦职业学院（副厅级）

### 直属（控股）企业

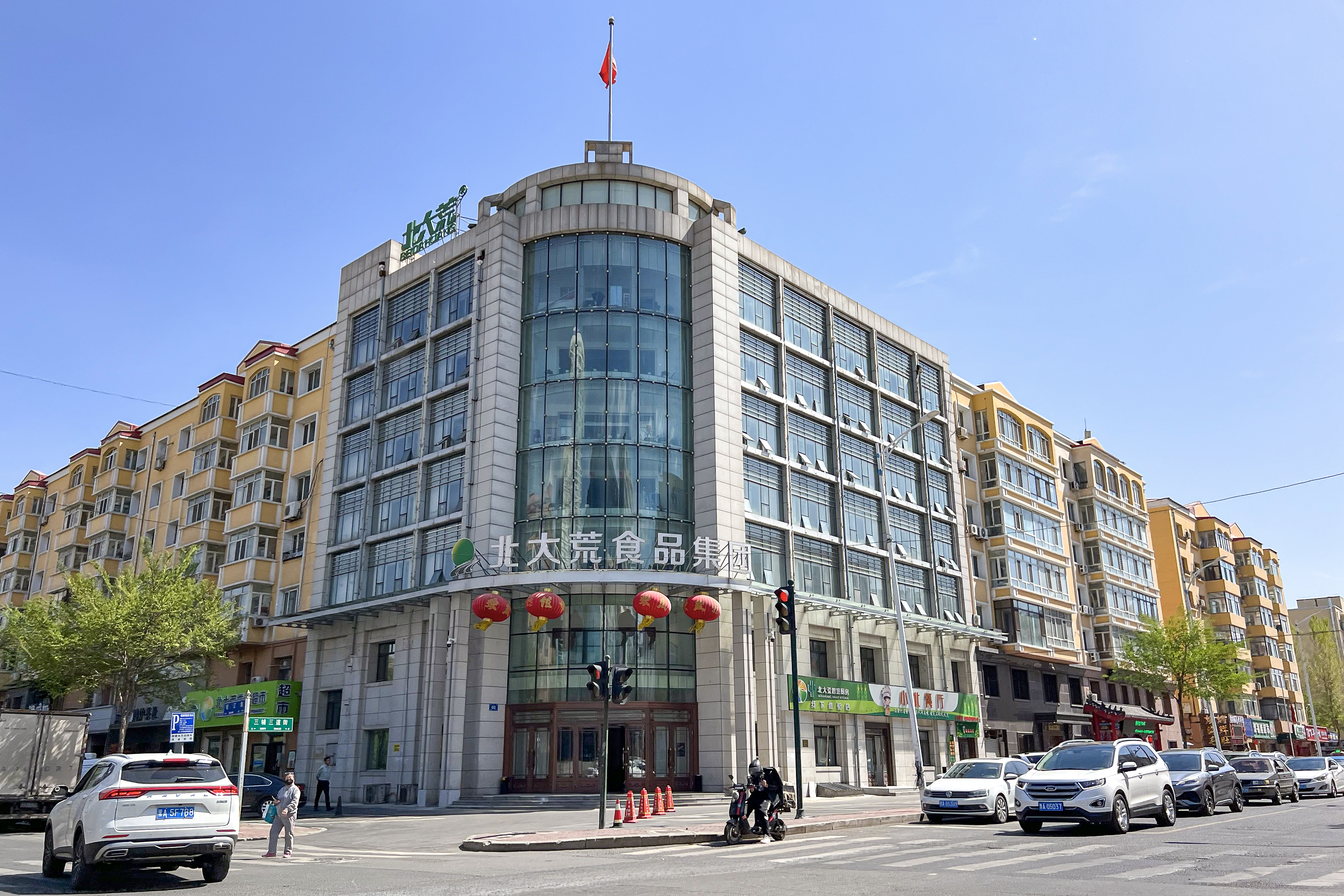
北大荒食品集团为北大荒集团的二级子公司

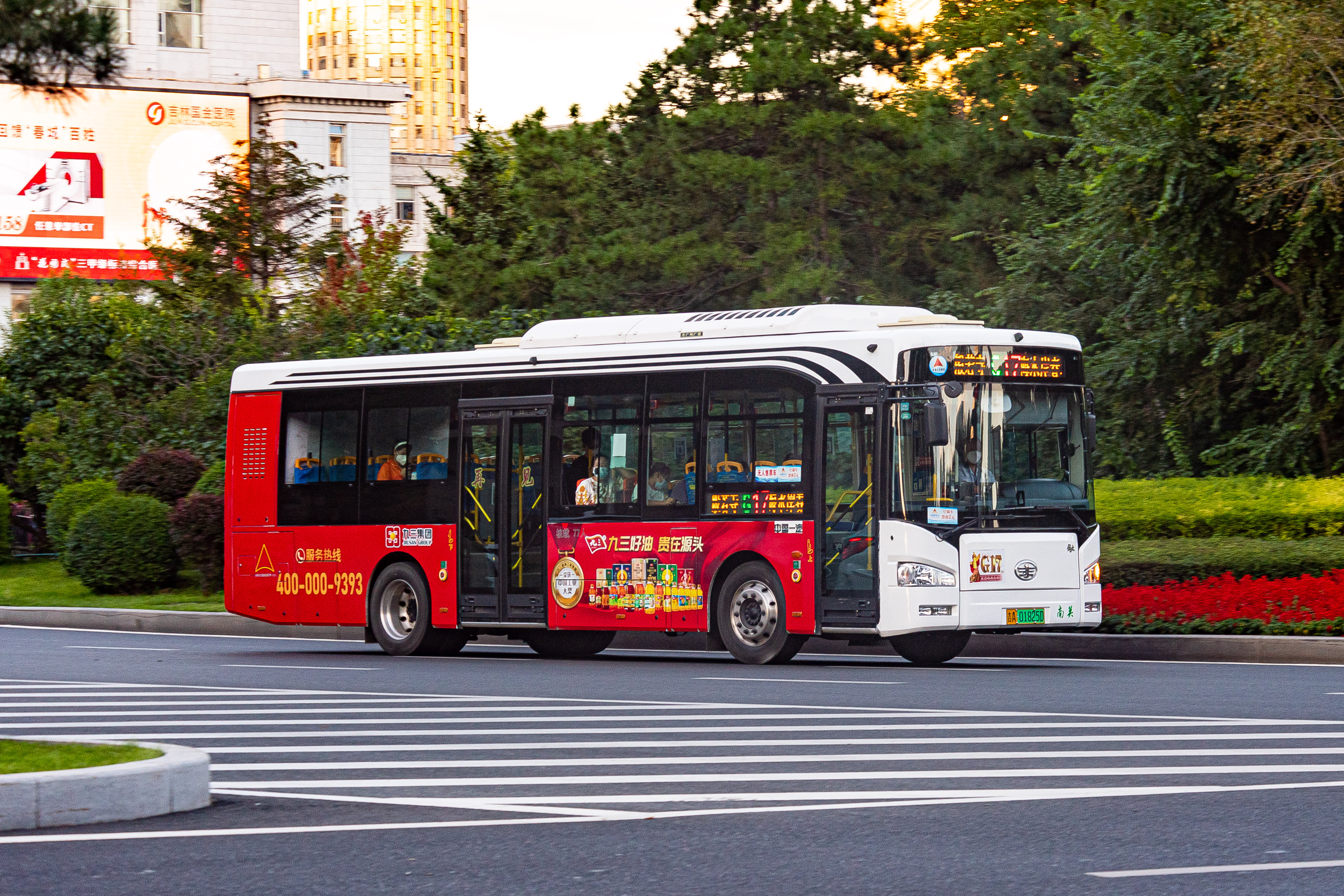
披有九三粮油巴士廣告的长春公交车辆

- 黑龙江省北大荒米业集团有限公司
- 北大荒粮食集团有限公司
- 九三粮油工业集团有限公司
- 完达山乳业集团有限公司
- 北大荒马铃薯集团有限公司
- 北大荒五大连池矿泉水股份有限公司
- 北大荒垦丰种业股份有限公司
- 北大荒国际饭店
- 北大荒通用航空公司
- 北大荒商贸集团有限公司
- 阳光农业相互保险公司
- 北大荒丰缘集团有限公司
- 北大荒药业集团有限公司
- 北大荒建设集团有限公司
- 黑龙江农垦北大荒网络通信有限公司
- 中油黑龙江农垦石油有限公司

## 业务
黑龙江省农垦总局现有总人口166万人，其中从业人员90.7万人（其中农业从业人员58.5万人）。土地总面积5.62万平方公里，占全省土地面积的12%，其中耕地4000万亩，占全省耕地面积的1/5；林地1367万亩，草地554万亩，水面395万亩。2009年垦区实现粮食总产330.5亿斤，占全省1/3；提供商品粮305亿斤，占全省1/2；实现生产总值（GDP）545.3亿元，占全省6.6%；人均生产总值32458元，比全省人均生产总值高49.8%；农场职工家庭人均纯收入10936元，比农村居民人均纯收入高110%。
黑龙江省农垦总局依托独立分局局址、农场场部建起了105个基础设施比较完善、服务功能比较齐全的农垦小城镇；分布在黑龙江省12个市、74个县（市、区）。国有农场是以国有土地为基本生产资料，以农产品生产、加工、销售为主营业务，依法自主经营、自负盈亏、自我约束、自我发展，独立承担民事责任的国有农业企业。
东北网认为，在旧有的政企不分的体制下，黑龙江垦区遇到了管理体制不顺、经营机制不活等问题。

## 历任领导

### 农垦总局时期
| 黑龙江省农垦总局局长 1. 孙子源（1976年2月—1978年2月，兼党委书记） 2. 王振杨（1978年2月—1982年7月，兼党委书记） 3. 赵清景（1982年7月—1983年5月，兼党委书记） 4. 王强（1983年5月—1988年5月，1983年5月起兼党委副书记，1985年起兼党委书记） 5. 刘成果（1988年5月—1990年） 6. 刘文举（1990年—1996年） 7. 王玉林（1996年—1999年） 8. 吕维峰（1999年12月—2005年2月，兼党委副书记） 9. 隋凤富（2005年2月—2013年1月，2005年2月起兼党委副书记，2008年2月起兼党委书记） 10. 王有国（2013年4月—2017年10月，兼党委副书记） 11. 刘君（2017年10月—2018年4月，兼党委副书记） 12. 王守聪（2018年4月—2018年12月16日，兼党委书记） | 黑龙江省农垦总局党委书记 1. 孙子源（1976年2月—1978年2月） 2. 王振杨（1978年2月—1982年7月） 3. 赵清景（1982年7月—1985年） 4. 王强（1985年—1987年10月） 5. 刘成果（1987年10月—1988年5月） 6. 王锡禄（1988年5月—1995年） 7. 申立国（1995年—1999年） 8. 王玉林（1999年—2003年） 9. 吴杰凯（2003年—2004年） 10. 吕维峰（2005年2月—2008年1月） 11. 隋凤富（2008年2月—2014年12月） 12. 王兆力（2014年12月—2017年6月） 13. 王守聪（2017年8月—2018年12月16日，2018年4月起兼局长） |

### 北大荒集团总公司时期
| 黑龙江北大荒农垦集团总公司（黑龙江省农垦总局）董事长（局长） 1. 王守聪（2018年12月16日—2020年12月，兼党委书记） | 黑龙江北大荒农垦集团总公司（黑龙江省农垦总局）总经理 1. 徐学阳（2018年4月—2020年8月7日，兼副董事长、党委副书记） 2. 杨宝龙（2020年8月7日—2020年12月，兼副董事长、党委副书记） |

### 北大荒集团有限公司时期
| 北大荒农垦集团有限公司董事长 1. 王守聪（2020年12月—2024年1月，兼党委书记） 2. 王兆成（2024年9月至今，兼党委书记） | 北大荒农垦集团有限公司总经理 1. 杨宝龙（2020年12月至今，兼副董事长、党委副书记） |